# Clematis thaiana
Clematis thaiana är en ranunkelväxtart som beskrevs av M. Tamura. Clematis thaiana ingår i släktet klematisar, och familjen ranunkelväxter. Inga underarter finns listade i Catalogue of Life.